# Flinterstar (schip, 2002)
De Flinterstar was een vrachtschip van rederij Flinter. Het schip werd gebouwd in 2002 op de scheepswerf Ferus Smit en voer onder Nederlandse vlag. De Flinterstar heeft van januari 2002 tot februari 2008 onder de naam UAL Africa gevaren.

## Schipbreuk
Op 6 oktober 2015 kwam de Flinterstar in het Belgische deel van de Noordzee in aanvaring met de LNG-tanker Al Oraiq. De aanvaring vond plaats op een afstand van 8 mijl uit de kust ter hoogte van Zeebrugge. De Flinterstar kwam uit de haven van Antwerpen met een lading staalplaten en kraanonderdelen en had als bestemming Bilbao. De Flinterstar raakte zwaar beschadigd en werd als total loss beschouwd. Een van de brandstoftanks scheurde en veroorzaakte een olievlek. De opvarenden van de Flinterstar sloegen overboord en enkele bemanningsleden zijn met onderkoelingsverschijnselen naar het ziekenhuis gebracht. De LNG-tanker Al Oraiq is na de aanvaring naar de haven van Zeebrugge gesleept voor verder onderzoek. De Al Oraiq heeft lichte schade aan de boeg overgehouden. De Al Oraiq heeft zover bekend geen lading verloren.

### Redding
De coördinatie van de redding is uitgevoerd door MRCC Oostende. Via de Nederlandse kustwacht werden de reddingboten van reddingstations Breskens, Cadzand en Westkapelle gealarmeerd. De Sterken Dries van de Vrijwillige Blankenbergse ZeeReddingsdienst (VBZR vzw) was als eerste reddingsvaartuig ter plaatse en was on scene coördinator van de reddingsoperatie. Als tweede schip werd de Straffe Hendrik van de VBZR opgeroepen. 
Direct na de aankomst van reddingboot Sterken Dries werd een medicus afgezet op de Nederlandse kotter KG-9 Pieternella die 5 drenkelingen aan boord had genomen. Een drenkeling had te maken met zware onderkoelingsverschijnselen en is naar de marinebasis van Zeebrugge overgevlogen met de Sea King helikopter van de basis Koksijde. Reddingboot Zeemanshoop van reddingstation Breskens haalde 4 slachtoffers van het vrachtschip Scott Pioneer af. Vervolgens voer de Zeemanshoop naar de KG-9 Pieternella en haalde de overige 4 slachtoffers op. De reddingboot Uly van reddingstation Westkapelle evacueerde de overige twee personen en bracht deze naar de Straffe Hendrik. De Zeemanshoop en de Straffe Hendrik brachten de tien slachtoffers naar de marinebasis in Zeebrugge.

### Berging
De rederij Flinter heeft formeel afstand gedaan van het schip. Op grond van het geldende zeerecht moet de Belgische overheid instaan voor de bergingskosten van het schip. Experts ramen de bergingskosten op enkele miljoenen euro’s.
De olie werd door de Nederlandse specialist Smit International uit het schip gepompt. Het schip bevatte 500 ton olie waarvan 250 ton zware olie. De zware olie moest worden verwarmd alvorens zij kon worden verpompt.